# 波利艾戈斯島
波利艾戈斯島（希臘語：Πολύαιγος）是希臘的島嶼，位於愛琴海，行政上隶属于南愛琴大區米洛斯专区基莫洛斯市镇，距離首都雅典150公里，屬於基克拉澤斯群島的一部分，長6公里、寬4.2公里，面積18.146平方公里，最高點海拔高度370米，島上無人居住。

## 图集

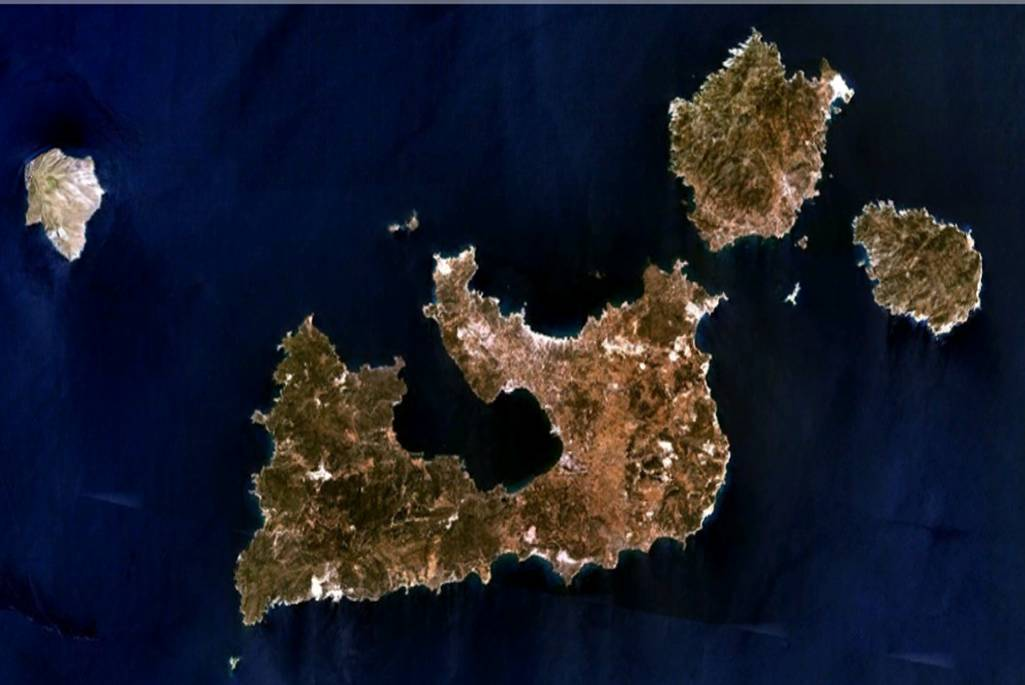
波利艾戈斯島卫星照片（图中最右边，旁边的岛屿为米洛斯岛和基莫洛斯島）
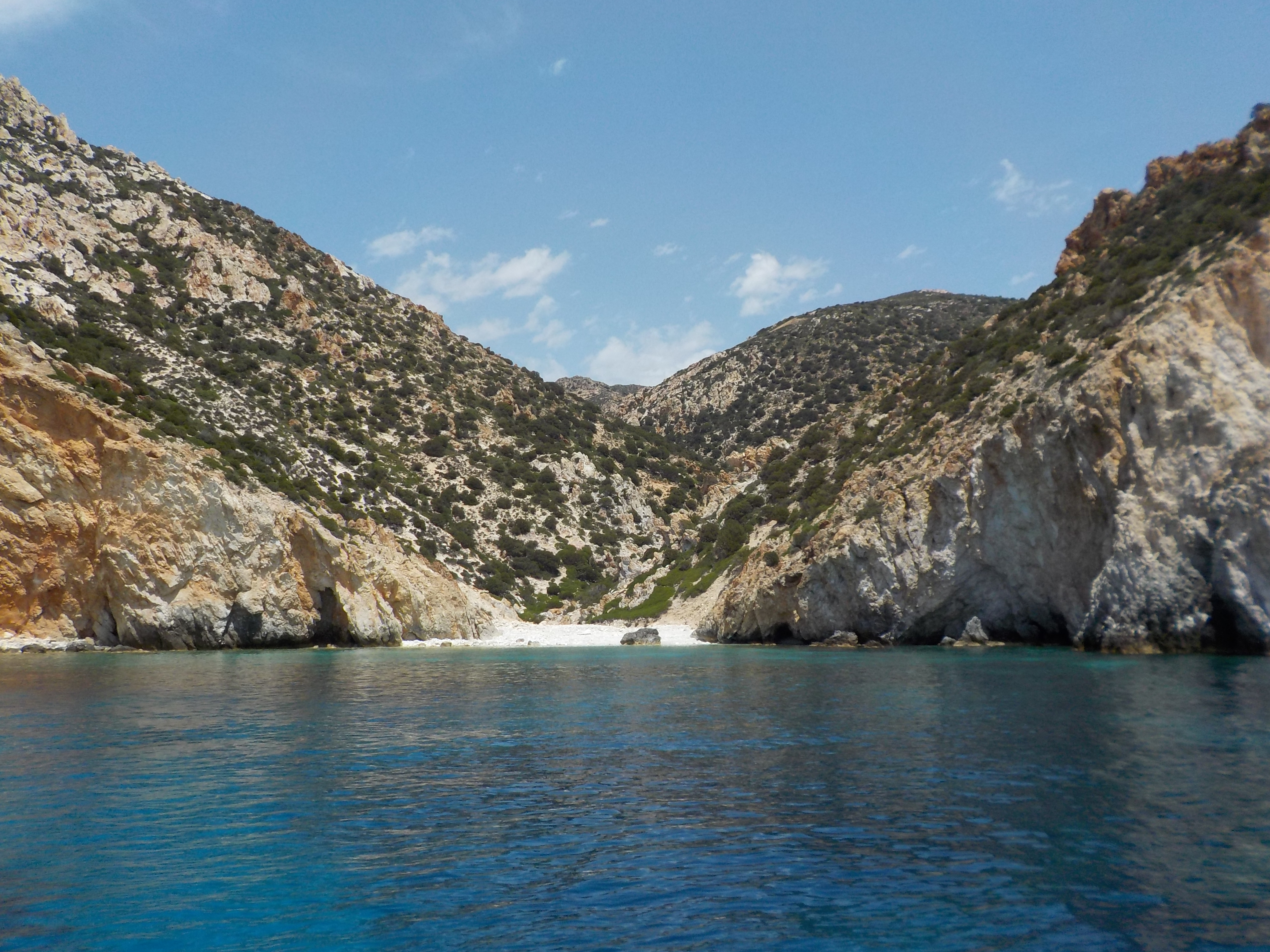
小海滩
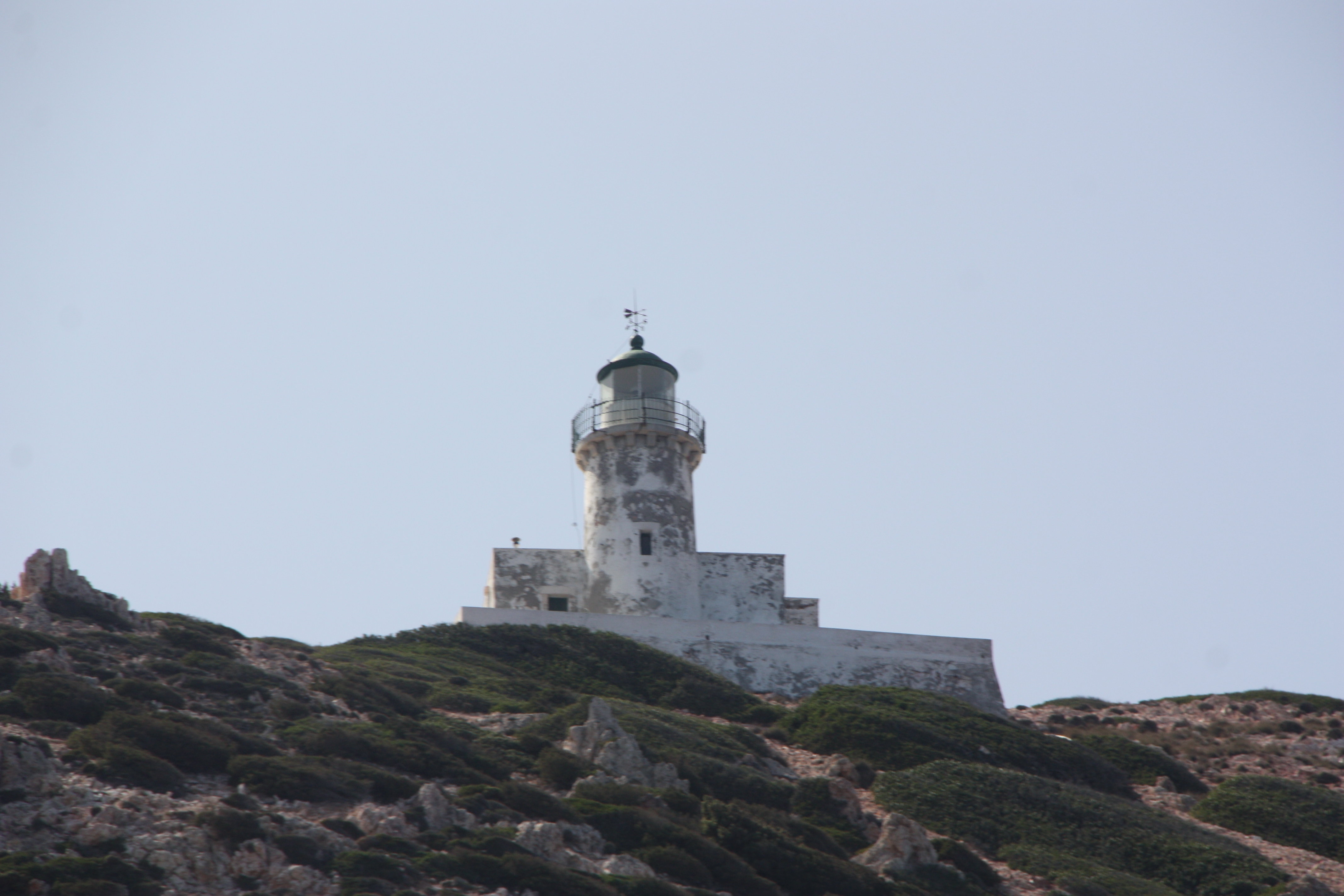
灯塔